# Hadrothemis
Genre
Hydrothemis est un genre d'insectes de la famille des Libellulidae appartenant au sous-ordre des anisoptères dans l'ordre des odonates. Il comprend huit espèces.

## Espèces du genreHydrothemis
- Hadrothemis camarensis (Kirby, 1889)
- Hadrothemis coacta (Karsch, 1891)
- Hadrothemis defecta (Karsch, 1891)
- Hadrothemis infesta (Karsch, 1891)
- Hadrothemis pseudodefecta Pinhey, 1961
- Hadrothemis scabrifrons Ris, 1909
- Hadrothemis versuta (Karsch, 1891)
- Hadrothemis vrijdaghi Schouteden, 1934